# Clair (Nouveau-Brunswick)
Cet article concerne le village canadien. Pour la localité voisine, voir Paroisse de Clair. Pour les autres significations, voir Clair.
Clair est un ancien village du Nouveau-Brunswick, au Canada. Il fait partie de la communauté rurale de Haut-Madawaska depuis la réforme de la gouvernance locale du 1er janvier 2023.

## Toponyme
Clair est nommé ainsi en l'honneur de Peter Clair (1817-1902), originaire du comté de Clare en Irlande.

## Géographie

### Situation
Située en bordure du fleuve Saint-Jean dans le comté de Madawaska à 20 milles (30 km) à l'ouest d'Edmundston, la paroisse de Clair couvre une superficie de 10,39 kilomètres carrés. Au sud, se trouve la ville américaine de Fort Kent dans le comté d'Aroostook de l'État du Maine, à l'ouest, la paroisse de Saint-François, au nord, la paroisse de Lac-Baker, à l'est, la paroisse de Baker-Brook. Elle est située tout près de la frontière américaine et à quelques kilomètres seulement de la frontière québécoise. Clair est d'ailleurs un point d'entrée au Nouveau-Brunswick en provenance des États-Unis. Clair a une superficie de 10,46 kilomètres carrés.
Clair est généralement considéré comme faisant partie de l'Acadie, quoique l'appartenance des Brayons à l'Acadie fasse l'objet d'un débat.

### Logement
Le village comptait 400 logements privés en 2006, dont 360 occupés par des résidents habituels. Parmi ces logements, 56,9 % sont individuels, 0,0 % sont jumelés, 18,1 % sont en rangée, 5,6 % sont des appartements ou duplex et 16,7 % sont des immeubles de moins de cinq étages. 68,1 % des logements sont possédés alors que 31,9 % sont loués. 66,7 % ont été construits avant 1986 et 6,9 % ont besoin de réparations majeures. Les logements comptent en moyenne 5,9 pièces et 0,0 % des logements comptent plus d'une personne habitant par pièce. Les logements possédés ont une valeur moyenne de 89 321 $, comparativement à 119 549 $ pour la province.

## Histoire
Un premier bureau de poste est ouvert en 1867. Au tournant du XXe siècle, Clair est un point d'entrée des immigrants et compte une gare, un hôtel, une scierie et une église.
Clair est constitué en municipalité le 4 octobre 1905.
Le Centre d'apprentissage du Haut-Madawaska est inauguré en 1997.
En 2009, un spectacle de Sylvain Cossette est annulé par l'organisateur, l'entreprise québécoise GIB. La municipalité, ayant avancé les fonds pour l'événement, se retrouve alors avec une dette de 75 000 $, l'obligeant à augmenter considérablement la taxe foncière en 2011; un procès est ouvert en début d'année, de même qu'une enquête de la Gendarmerie royale du Canada. En octobre 2011, la papetière J.D. Irving ferme pour une durée indéterminée la scierie de Clair. Le bureau de poste et la seule épicerie ferment leurs portes en avril 2012.
Clair est l'une des localités organisatrices du Ve Congrès mondial acadien en 2014.

## Démographie
Le village comptait 848 habitants en 2006, soit une baisse de 1,7 % en 5 ans. Il y avait alors en tout 360 ménages dont 260 familles. Les ménages comptaient en moyenne 2,3 personnes tandis que les familles comptaient en moyenne 2,7 personnes. Les ménages étaient composés de couples avec enfants dans 23,6 % des cas, de couples sans enfants dans 36,1 % des cas et de personnes seules dans 27,8 % des cas alors que 11,1 % des ménages entraient dans la catégorie autres (familles monoparentales, colocataires, etc.). 67,3 % des familles comptaient un couple marié, 17,3 % comptaient un couple en union libre et 15,4 % étaient monoparentale. Dans ces dernières, une femme était le parent dans 62,5 % des cas. L'âge médian était de 42,9 ans, comparativement à 41,5 ans pour la province. 84,6 % de la population était âgée de plus de 15 ans, comparativement à 83,8 % pour la province. Les femmes représentaient 51,8 % de la population, comparativement à 51,3 % pour la province. Chez les plus de 15 ans, 30,8 % étaient célibataires, 51,0 % étaient mariés, 4,2 % étaient séparés, 5,6 % étaient divorcés et 8,4 % étaient veufs. De plus, 15,3 % vivaient en union libre.
| 1981 | 1986 | 1991 | 1996 | 2001 | 2006 | 2011 |
| ---- | ---- | ---- | ---- | ---- | ---- | ---- |
| 915  | 892  | 903  | 905  | 863  | 848  | 857  |

| 2016 | 2021 | - | - | - | - | - |
| ---- | ---- | - | - | - | - | - |
| 781  | 794  | - | - | - | - | - |

## Administration
(juillet 2016).

### Conseil municipal
Le conseil municipal est formé d'un maire et de quatre conseillers généraux. Le conseil demeure le même à la suite de l'élection du 12 mai 2008; tous les membres sont même élus par acclamation. Le conseil municipal actuel est élu lors de l'élection quadriennale du 14 mai 2012. Patrick Long est finalement élu par acclamation à l'élection partielle du 12 mai 2014. Le conseil municipal actuel est élu lors de l'élection quadriennale du 10 mai 2016.
Conseil municipal actuel
| Mandat      | Fonctions   | Nom(s)                                          |
| ----------- | ----------- | ----------------------------------------------- |
| 2012 - 2016 | Maire       | Pierre Michaud                                  |
| 2012 - 2016 | Conseillers | Michaël E. Bossé, Marc R. Long et Patrick Long. |

Anciens conseils municipaux
| Mandat      | Fonctions   | Nom(s)                                                                     |
| ----------- | ----------- | -------------------------------------------------------------------------- |
| 2008 - 2012 | Maire       | Ludger Lang                                                                |
| 2008 - 2012 | Conseillers | Patrick P. Long, Marcel Réal Michaud, Pierre Michaud et Jacques Ouellette. |

| Période                                  | Période  | Identité           | Étiquette | Qualité |
| ---------------------------------------- | -------- | ------------------ | --------- | ------- |
| 1969                                     | 19??     | Réginald Long      |           |         |
| 198?                                     | 2001     | Ronald Tchine Long |           |         |
| 2001                                     | 2012     | Ludger Lang        |           |         |
| 2012                                     | en cours | Pierre Michaud     |           |         |
| Les données manquantes sont à compléter. |          |                    |           |         |

### Commission de services régionaux
Clair fait partie de la Région 1, une commission de services régionaux (CSR) devant commencer officiellement ses activités le 1er janvier 2013. Clair est représenté au conseil par son maire. Les services obligatoirement offerts par les CSR sont l'aménagement régional, la gestion des déchets solides, la planification des mesures d'urgence ainsi que la collaboration en matière de services de police, la planification et le partage des coûts des infrastructures régionales de sport, de loisirs et de culture; d'autres services pourraient s'ajouter à cette liste.

### Représentation et tendances politiques
Clair est membre de l'Union des municipalités du Nouveau-Brunswick et de l'Association francophone des municipalités du Nouveau-Brunswick.
 Nouveau-Brunswick: Clair fait partie de la circonscription provinciale de Madawaska-les-Lacs—Edmundston, qui est représentée depuis 2014 à l'Assemblée législative du Nouveau-Brunswick par la libérale Francine Landry.
 Canada: Clair fait partie de la circonscription fédérale de Madawaska—Restigouche, qui est représentée à la Chambre des communes du Canada par René Arseneault, du Parti libéral. Il fut élu en 2015.

## Économie
Entreprise Madawaska, membre du Réseau Entreprise, a la responsabilité du développement économique.
La scierie de J.D. Irving, traitant le bois franc, est fermée jusqu'à nouvel ordre; elle employait 55 personnes avant sa fermeture en 2011. L'entreprise Sunnymel prévoit l'ouverture d'un abattoir de poulet à Clair en 2011.
Il y a une succursale de la Caisse populaire Trois-Rives, basée à Edmundston et membre d'UNI Coopération financière.

## Vivre à Clair

### Éducation
Le Centre d'apprentissage du Haut-Madawaska accueille les élèves de la maternelle à la 8e année. C'est une école francophone faisant partie du District scolaire francophone du nord-ouest.

### Autres services publics
Le pont Clair-Fort Kent relie le village avec Fort Kent, situé sur l'autre rive du fleuve, dans l'état américain du Maine. Clair possède une caserne de pompiers et un bureau de poste. Le village possède un poste de la Gendarmerie royale du Canada. Il dépend du district 10, dont le bureau principal est situé à Grand-Sault. Le poste d'Ambulance Nouveau-Brunswick le plus proche est plutôt à Saint-François-de-Madawaska. L'hôpital régional d'Edmundston dessert la région.
L'église Saint-François-d'Assise est une église catholique romaine faisant partie du diocèse d'Edmundston.
Les francophones bénéficient du quotidien L'Acadie nouvelle, publié à Caraquet, ainsi qu'à l'hebdomadaire L'Étoile, de Dieppe. Ils ont aussi accès aux hebdomadaires Le Madawaska et La République, d'Edmundston. Les anglophones bénéficient des quotidiens Telegraph-Journal, publié à Saint-Jean, et The Daily Gleaner, publié à Fredericton.

## Culture et patrimoine

### Langues
Selon la Loi sur les langues officielles, Clair est officiellement francophone puisque moins de 20 % de la population parle l'anglais.

### Personnalités
- Paul Carmel Laporte (né à Verchères en 1885, mort à Edmundston en 1973), chirurgien et artiste ayant pratiqué la médecine à Clair de 1916 à 1932. Il fonda l'hôpital P.C. Laporte, qui fut détruit dans un incendie en 1931.

Les descendants de la famille de Phillip Long ( - 1832) comptent parmi les fondateurs de cette localité où il s'installa en 1828.  Son petit-fils, Paul Lang (1829 - 1902) fut celui qui légua le terrain de l'église construite une première fois en 1888 et reconstruite en 1960. L'arrière-petit-fils de Paul, Ludger Lang (1936 - ), a été le maire de la municipalité de 2001 à 2012.
- Lieu de naissance de Jocelyne Saucier, * 1948, écrivaine canadienne

### Architecture et monuments
Le musée Rosario Lang, de la Société historique de Clair, est situé au deuxième étage de la maison Daigle-Saint-Jean. L'une des plus anciennes de la région, elle fut construite en 1848. Le musée possède une collection d'environ 8 000 objets. Ce site historique comprend aussi d'autres édifices tels qu'une grange, une chapelle, un camp de bûcherons et une cuisine de chantier.

### Fêtes et traditions
Le village tient un festival annuel, le Festiv-Été, la deuxième fin de semaine de juillet.